# كدميوة
ڭدميوة أو إيڭدميوْن ( بالأمازيغية: ⵉⴳⴷⵎⵉⵡⵏ) هي قبيلة مصمودية درنية، تقع غرب وادي نفيس في الجنوب الغربي لمدينة مراكش، ويجاورها مركز أمزميز من الشمال. تشكل قبيل ڭدميوة جزء من جماعة دار الجامع، وأداسيل، وإميندونيت، وأسيف المال، وأزكور. 

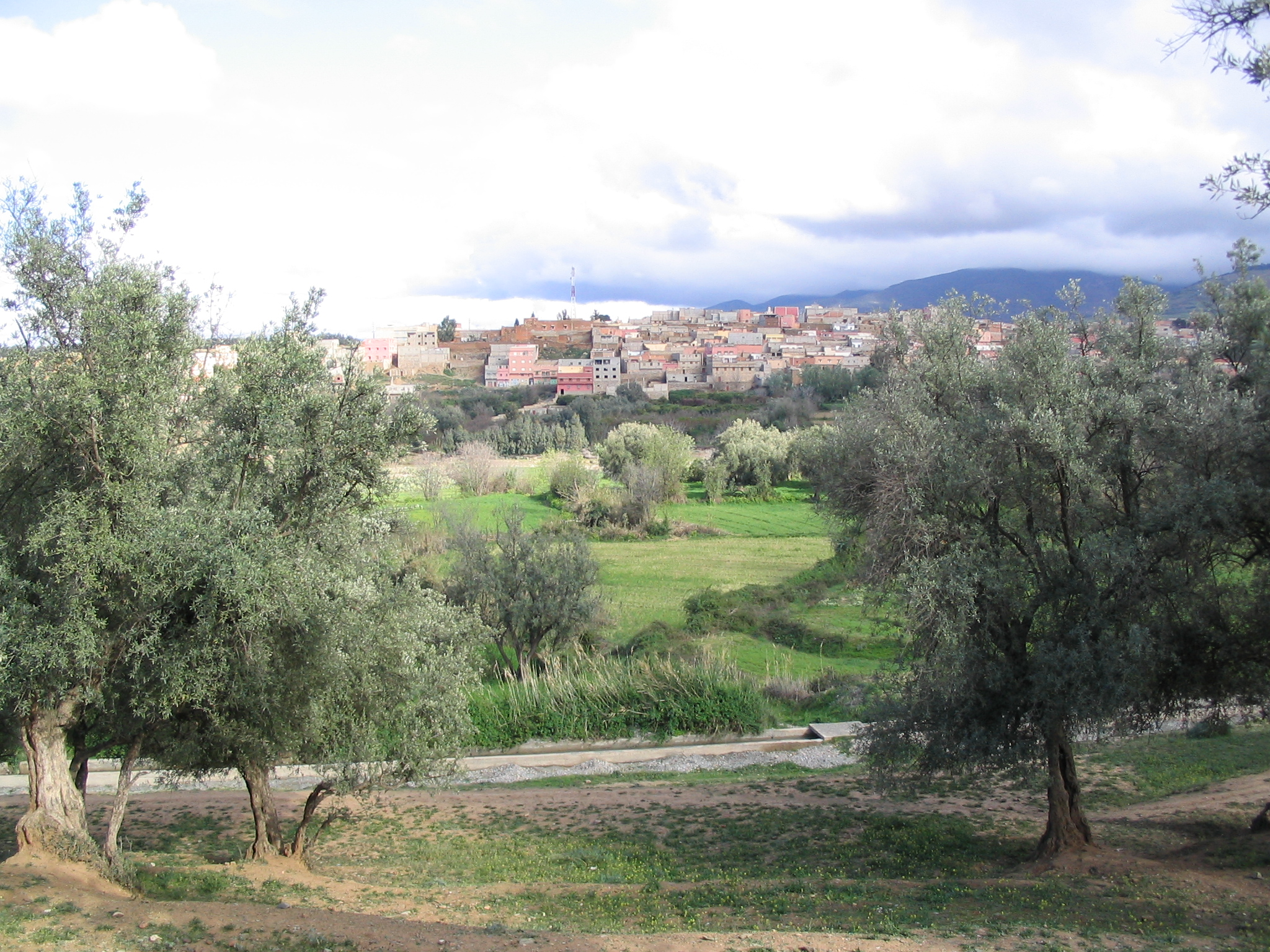
أمزميز

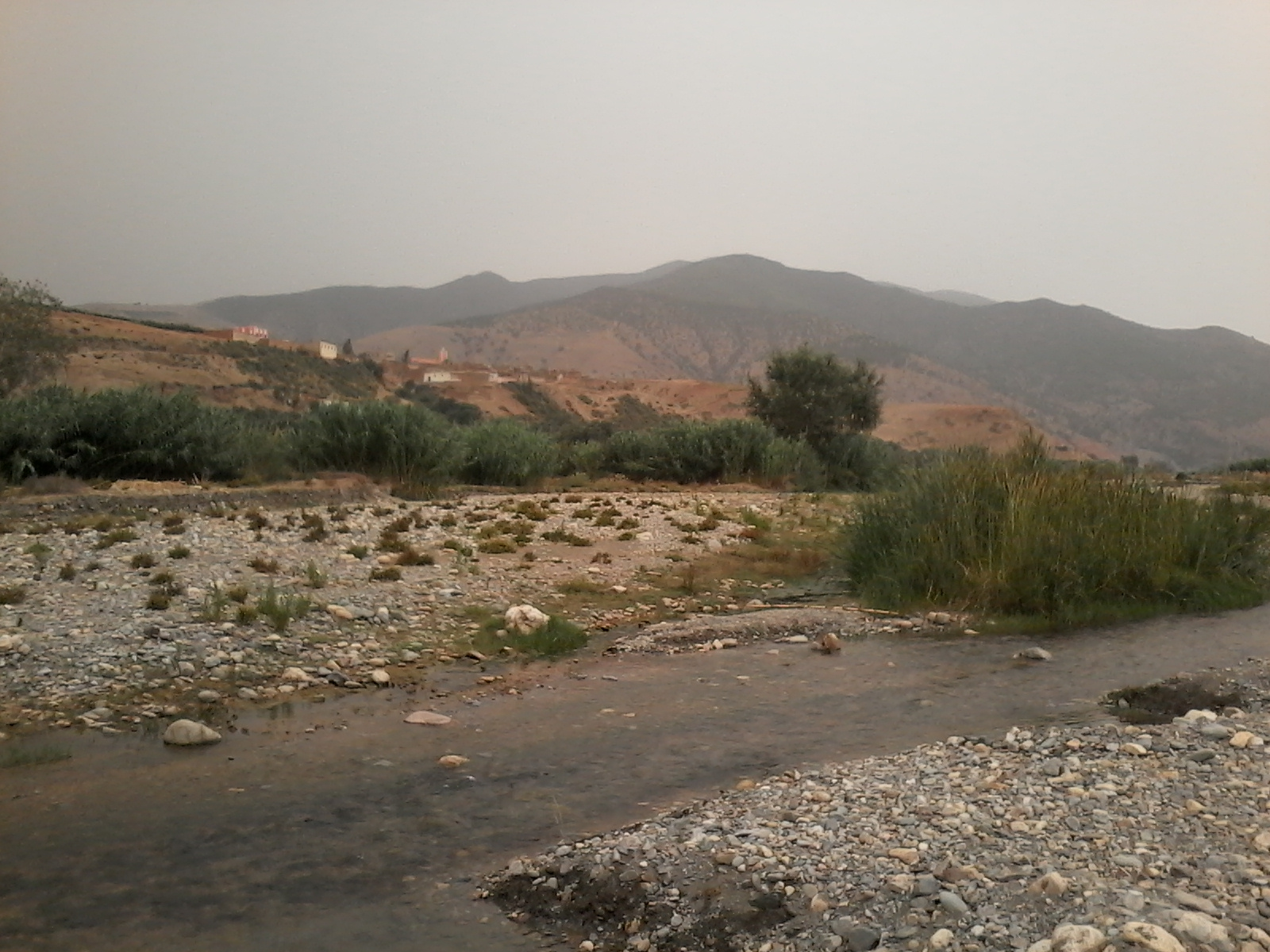
أسيف المال

## الأصل
ڭدميوة هي قبيلة مصدمودية درنية، ذكرها إبن خلدون حين قال:
إن قبائل المصامدة بجبل درن كثيرة مثل هنتاتة ،وتينمل، وهرغة، وكنفيسة، وسكسيوة وكدميوة، وهزرجة، ووريكة وهزميرة وركراكة، وحاحة وكلاوة وغيرهم ممن لا يحصى .
ثم
وفى هذه الناحية منه المصامدة فسكسيوة عند البحر المحيط ثم هتنانة ثم تينلل ثم كدميوة ثم هسكورة وهم آخر المصامدة فيه